# Caterina de Baden-Durlach
Caterina de Baden-Durlach (en alemany Katharina von Baden-Durlach) va néixer a Karlsburg (Alemanya) el 10 d'octubre de 1677 i va morir l'11 d'agost de 1746. Era una noble alemanya, filla de Frederic VII de Baden-Durlach (1647-1709) i d'Augusta Maria de Schleswig-Holstein-Gottorp (1649-1728).

## Matrimoni i fills
El 19 de juny de 1701 es va casar a Karlsburg amb Joan Frederic de Leiningen-Dagsburg-Hartenburg (1661-1722), fill del comte Frederic Enric i de Sibil·la de Waldeck-Wildungen (1619-1678). El matrimoni va tenir sis fills:
- Augusta Frederica (1702-1703)
- Frederic Magnus (1703-1756), casat amb Anna Cristina de Wurmbrand-Stuppach (1698-1763).
- Carles Lluís (1704-1747), casat amb Carolina de Salm-Dhaun (1706-1786).
- Carlota Maria Albertina (1704-1783)
- Anna Maria Lluïsa (1706-1764)
- Joana Polyxena (1709-1750)